# Shanne og veninderne
Shanne og veninderne er en dokumentarfilm fra 2012 instrueret af Ulla Søe og Sussie Weinold efter manuskript af Ulla Søe og Sussie Weinold.

## Handling
En dokumentar om veninder og om at skabe sin egen identitet. Shannes bedste veninde Emma er flyttet til en anden skole, og Shanne savner en at høre sammen med i klassen. Der er mange kliker, og hun føler sig alene. Shanne har heldigvis stadig kontakt med Emma, men Emma har fået en ny veninde, og Shanne kæmper med sin jalousi. Men efter sommerferien skal klasserne på Shannes skole blandes til tre nye 7. klasser, og der er håb for, at hun kan finde en ny veninde. En af de nye klassekammerater er Daniela. Daniela er ligesom Shanne glad for sport, og Shanne starter til fodbold sammen med hende. Men kan Shanne finde ud af at være en del af et hold og have mange venner? Kan hun holde fast i det gamle venskab med Emma i en tid, hvor alting forandrer sig så meget? Og er man stadig hjerteveninder, når man bliver ældre?